# 于珍
于珍（1936年11月—）山东海阳人。中华人民共和国政治人物，吉林工業大學畢業，高级工程师。

## 生平
1956年3月，于珍加入中国共产党。1956年9月，进入吉林工业大学农业机械系农业机械制造专业学习。毕业后，于1960年8月参加工作，1960年8月出任吉林工业大学农机教研室助教、党支部书记。1964年11月，任中华人民共和国第八机械工业部政研室技术员、编辑室编辑。1969年8月，在五七干校劳动。1970年4月，任中华人民共和国第一机械工业部调研室调研员。1972年3月，任第一机械工业部部长秘书。1976年10月，任第一机械工业部农机总局副局长。1979年3月，任中华人民共和国农业机械部生产管理局副局长。1982年4月，任中华人民共和国机械工业部农机局副局长兼中国拖拉机内燃机工业公司副经理。1983年11月，任中国轻工业机械总公司总经理兼党委书记。1985年10月，任中华人民共和国轻工业部副部长、党组成员。1993年5月，任中国轻工总会会长、党组书记、中华全国手工业合作总社主任。1998年3月至2002年2月，任国家经济贸易委员会副主任（正部长级）、党组成员。后成为国家经济贸易委员会副主任（正部长级）兼中共国家经济贸易委员会直属机关党委书记、国家经济贸易委员会机关党校校长。他还担任中国机械工业联合会名誉会长，中国工业经济联合会主席团主席、高级副会长，中国企业联合会、中国企业家协会副会长，中国印刷及设备器材工业协会理事长。
于珍是第十届全国政协常委。中共十三大代表、十四大、十五大代表，十六大列席代表。中国共产党第十五届中央委员会候补委员。